# Ali ibn al-Husayn ibn Ali ibn Hanzala
Ali ibn al-Husayn ibn Ali ibn Hanzala (em árabe: علي بن الحسين بن علي بن حنظلة) foi o décimo Tayyibi Isma'ili Dāʿī al-Muṭlaq no Iémen de 1284 até à sua morte em 1287.
Ele era filho de al-Husayn, o maʾdhūn (deputado sénior) do seu predecessor, o nono Dāʿī, também chamado Ali ibn al-Husayn, e neto do sexto Dāʿī, Ali ibn Hanzala. Ali e o seu avô pertenciam ao Banu Hamdan e foram os únicos a quebrar o monopólio da família Qurayshi Ibn al-Walid no Dāʿī al-Muṭlaq durante o século 13. Ele foi sucedido por outro Ibn al-Walid, Ibrahim ibn al-Husayn.